# Mercedes-Benz SSK
De Mercedes-Benz SSK is een auto van het merk Mercedes Benz. De auto is geïntroduceerd op de autosalon van Genève in 1929. De auto is gebaseerd op de Mercedes-Benz S, waarvan de auto ook het, met 48 cm ingekorte, chassis heeft.

Deze auto is de laatste die Ferdinand Porsche voor Mercedes-Benz heeft ontworpen, die Mercedes-Benz zou verlaten om zijn eigen bedrijf op te richten. 

Van de 33 SSK's die gebouwd zijn, was ongeveer de helft bedoeld voor de racerij. De SSK heeft dan ook veel races gewonnen, zoals de 500 mijl van Argentinië, de Britse Tourist Trophy en de Grand Prix van Ierland in 1929. Verder in 1929 en 1930 de Grand Prix van Córdoba, in 1931 de Grand Prix van Argentinië, de Grand Prix van Duitsland en de Mille Miglia.

Veel auto's zijn in de loop der tijd gecrasht of ontmanteld voor onderdelen, daarom zijn er nu nog vier of vijf volledig originele SSK's over. Een van de auto's staat nu in het Louwman Museum, een andere, de auto gemaakt voor graaf Trossi in Italië, is in handen van Ralph Lauren.